# Coup de tomate de 1968
Le coup de tomate de 1968 est un événement jugé fondateur dans l'histoire du féminisme en Europe, en raison du retentissement médiatique du coup d'éclat mené par les deux féministes les plus connues d'Allemagne à cette époque, Helke Sander et Sigrid Rüger, la seconde jetant des tomates sur un leader socialiste lors d'une conférence du SDS pour protester contre le peu d'attention porté au discours passionné tenu par la première en faveur de l'égalité homme-femmes dans le domaine de la vie privée. Revers de la médaille, cet épisode contribue aussi à la fin du SDS au cours de l'hiver 1969-1970, la direction étant écartelée entre les anti-impérialistes marxistes durs et les anti-autoritaires qu'avaient su écouter les derniers présidents.

## Histoire

### Les protagonistes principaux

#### Sigrid Rüger, la pionnière du féminisme allemand
Parmi les protagonistes principaux, Sigrid Rüger, était une passionnée de politique universitaire. En 1964, elle est élue porte-parole étudiante de la Faculté des arts et un an plus tard porte-parole du "Sénat universitaire", groupe d'experts uniquement composé de vieux professeurs. Sigrid Rüger  demande la participation des étudiants et organise pour cela le premier sit-in de l'histoire universitaire allemande. Le recteur a appelé la police qui a porté l'un après l'autre les étudiants, dans une scène amusante.

#### Helke Sender, la pionnière du mouvement des crèches
La cinéaste Helke Sander avait fondé auparavant au début de l'année 1968, le "Conseil d'action pour la libération des femmes (de)", pour évoquer aussi la vie de tous les jours mais aussi les premières crèches permettant aux jeunes femmes d'entrer sans trop de souci dans la vie professionnelle et sans se ruiner. Ces premières crèches autogérées, fondées à Berlin-Ouest avec des femmes partageant les mêmes idées, sont la première chose que des femmes ont fait en Allemagne sans consulter les hommes et qui a parfois été perçu comme"une insulte incroyable pour les jeunes pères. Le coup de tomate de 1968 fait d'elle une héroïne.

#### Hans Jürgen Krahl, le président du SDS affaibli
Le président du SDS Hans-Jürgen Krahl est affaibli par cet épisode qui le ridiculise, au moment où l'aile dure et parfois machiste du SDS remet en cause son autorité. En 1968, l'aile libertaire du SDS incarnée jusque là par son prédécesseur Rudi Dutschke est débordée par l'aile léniniste et "mao-spontex". Très critique sur la violence de rue ou plus tard sur le terrorisme des Tupamaros, Rudi Dutschke   est au moment des faits très affaibli physiquement par l'attentat subi le 11 avril 1968, occasionnant de graves blessures au cerveau auxquelles il survit difficilement après une opération de plusieurs heures. Il a un statut de martyr, car beaucoup d'étudiants rendent responsable de cette tentative d'assassinat la presse d'Axel Springer responsable, qui depuis des mois ne cesse de le critiquer . Son successeur Hans-Jürgen Krahl ne parviendra pas à conserver l'unité du SDS, faute d'avoir les mêmes talents de fédérateur, malgré sa voix haute et éloquente. Quelques jours après les faits, le SDS est impliqué dans des manifestations très dures, contre la visite à Francfort du président sénégalais ou lors du procès d'Andréas Baader un mois après. Au début de l'année suivante, l'aile gauche du mouvement ajoute encore un peu de pression en se mobilisant sur la question du conflit israélo-palestinien.

### Les faits
Le 13 septembre 1968, Helke Sander  est la seule femme autorisée à prendre la parole lors de la conférence des délégués du SDS. Les hommes ont toujours les cheveux courts, se lèvent pour chanter l'Internationale, tandis que les quelques femmes dans la salle sont pour une bonne part les fiancées des dirigeants. Le discours d'Helke Sender dénonce dans le SDS  "une structure patriarcale" et estime qu'il faut politiser les sujets privés, comme le partage des tâches ou la difficulté de parvenir à l’orgasme, à côté du discours traditionnel de lutte de classes, mais aussi "favoriser l’éducation collective des enfants dans les crèches", allusion à son combat devenu populaire et spectaculaire en faveur des crèches. Sender reproche à ses camarades de reproduire ainsi la séparation bourgeoise entre vie publique et vie privée et d’éviter une discussion sur l’exploitation des femmes. De cette manière, les hommes peuvent garder « l’identité masculine garantie par le patriarcat ». Au cours du déjeuner, les femmes veulent surenchérir. A l'heure du café, son discours se termine. Comme prévu, l’intervention de Helke terminée, les hommes proposaient de reporter le sujet car « ils n’étaient pas préparés à la discussion", puis le président du SDS, Hans-Jürgen Krahl , se mit debout et Sigrid Rüger  se dit : maintenant ou jamais ! ». Elle empoigne le sac de six tomates qu'elle a achetées pour sa soupe du soir et les lance, une par une, sur Hans-Jürgen Krahl, théoricien en chef du SDS, qui s'exprime à l'estrade en criant “contre-révolutionnaire… agent de l’ennemi de classe”,. Krahl qui est touché à la clavicule ». Les autres femmes présentes dans la salle la soutiennent et ce geste devient le symbole de la radicalisation féminine au sein du SDS. Une télévision est présente et l'événement est mis en exergue immédiatement par toute la presse mais aussi par Ulrike Meinhof", future combattante de la Fraction Armée Rouge, dans son journal Konkret, magazine bi-hebdomadaire allemand créé en 1957, qui avait alors une grande influence sur les étudiants critiques de la société.

### Les suites
À la conférence suivante, des étudiants du  SDS, les femmes remettent un tract à leurs camarades, représentant une série de pénis coupés, comme des trophées de chasse accrochés au mur. Un texte au verso explique: "nous n'ouvrons pas la bouche. Si nous continuons, ce sera bourré de queues petites-bourgeoises, de contrainte socialiste, de violon révolutionnaire! ". Cette forme d’intervention fait penser à la projection d’œufs sur un mur de l’Amerika-Haus (« Maison de l’Amérique ») à Berlin deux ans plus tôt, mais avec un retentissement bien supérieur. D'autres actions de ce genre ont eu lieu au même moment, mais beaucoup moins consensuelles, comme au tribunal de première instance de Hambourg, où un groupe de six étudiantes dénudent soudainement leurs seins, grimpent sur la table et entonnent des chansons révolutionnaires.
Deux mois après le "coup de tomate" de Francfort, le 7 novembre 1968 au centre des congrès de Berlin se déroule le congrès de l’union chrétienne démocrate (CDU), le parti alors au pouvoir: une jeune femme encore peu connue, Beate Klarsfeld, descend de la tribune de presse et se fraye un chemin jusqu'au chancelier Kurt Georg Kiesinger. Faisant semblant de demander un autographe à Kiesinger, elle lui crie “Nazi, nazi !”, et lui donne une gifle de sa main droite ». Dans article publié dans Combat, elle avait dénoncé le passé du chancelier allemand, puis subi un licenciement.

### Les conséquences
Selon les sociologues et historiens, avec cette farandole de six tomates, la deuxième vague du mouvement des femmes allemandes est née, la plupart des médias et des intellectuels allemands accordent une très large couverture à ce qui vient de se passer. Cette image de la tomate spontanément mise au centre du débat a ensuite servi de fil conducteur au mouvement des femmes de l'ancienne République fédérale allemande, alors que Rudi Dutschke, victime d'une tentative d'assassinat 5 mois plus tôt, était jusqu'alors le visage de la révolte.
Le "coup de tomate" de 1968 donne une visibilité démocratique aux féministes engagées mais respectueuses de la démocratie, dans une Allemagne encore très conservatrice, souvent choquée par des gestes beaucoup plus violents commis par les jeunes hommes dans les combats de rue où la police se fait souvent agresser. La cinéaste Helke Sander se mobilise ensuite pour l'avortement et la contraception, domaines où les mentalités allemandes encore peu évolué , avec d'importantes résistances politiques et sociales. Malgré cela, le pays va légaliser l'avortement un peu avant son voisin français. Dès 1970, seize professeurs de Droit Pénal présentent un premier projet de réforme de l'article 218 du Code Pénal régissant le Droit de l'avortement en Allemagne . Le 26 avril 1974, la Diète Fédérale adopte la loi légalisant l'IVG durant les trois premiers mois de la grossesse après une consultation préalable , mais les menaces de recours constitutionnel de la droite, brandies depuis 1970, se concrétisent et 193 parlementaires obtiennent satisfaction pour déclarer la loi anticonstitutionnelle . Une nouvelle version doit donc être adoptée le 12 février 1976 .
La lutte contre l’article 218 du code pénal, qui interdisait l'avortement, prend surtout de l’ampleur dans les villes déjà au centre d’un engagement féminin en 1968 (Berlin, Munich, et Francfort). Les réseaux de groupes de femmes et de crèches anti-autoritaires établis en 68 ont eu un effet positif pour la formation du mouvement d'importance appelé « campagne 218 ». Gretchen Dutschke-Klotz, l'épouse du leader légendaire du SDS Rudi Dutschke écrira dans son autobiographie, au sujet de 1968 en Allemagne, en évoquant cet épisode, que "Ce dont nous pouvons être fiers ", c'est que le mouvement des femmes a sauvé le mouvement de protestation de sa stagnation finale. Les hommes se sont de plus en plus réunis dans de soi-disant groupes K, qui "étaient des groupes sectaires communistes, maoïstes, trotskystes, léninistes", dont "toute idée anti-autoritaire avait disparu" des groupes "totalement autoritaires où tout était obligatoire". Selon elle, "Daniel Cohn-Bendit écrit avec désinvolture des livres sur 68, où la dernière phrase est:" Et ensuite vint le mouvement des femmes. "Mais il n'écrit pas que le mouvement des femmes vint protester."